# Champions Arena

## 소개
ONEUNIVERSE 에서 개발중인 Web 3 기반 턴제 RPG 게임 PC / MO 플랫폼을 지원한다.
2023년 8월 출시 예정작으로 Gala Games에서 서비스될 예정이다.
서비스 지역은 출시 후 추가 예정

## NFT 2번째 판매
메타버스 전문 개발사 원유니버스는 오는 24일 '챔피언스 아레나'의 정식 발매를 기념해 갈라게임즈 공식 사이트에서 두 번째 NFT(대체불가토큰)를 판매한다고 16일 밝혔다.
두번째 프리세일에서는 챔피언 NFT가 판매될 예정이며 게임 내 최고등급인 레전더리 등급 챔피언이 포함된 랜덤박스로 판매된다.
챔피언 NFT는 게임의 핵심 기능인 P2E(Play to Earn) 기능을 활성화하기 위한 핵심 요소다. 챔피언 NFT가 있어야만 게임의 핵심 콘텐츠인 아레나에서 승점 'VP'를 획득할 수 있고 이를 갈라게임즈의 기축 통화인 '갈라(GALA)'로 환산 및 분배를 받을 수 있다.
획득하는 VP는 파티내 챔피언의 NFT 개수와 등급, 유저 랭킹 티어등에 영향을 받기 때문에 NFT챔피언이 많을수록 더 많은 VP를 획득할 수 있게 된다. 이번 프리세일은 '챔피언스 아레나'의 정식 출시일인 8월 24 오전 9시까지 진행되며 앞선 22일 오전 9시까지는 기간 한정 30% 할인 이벤트를 같이 진행한다.
한편 챔피언스 아레나는 이달 24일 한국과 일부 국가를 제외한 지역에서 모바일-PC 멀티플랫폼으로 글로벌 출시한다. 챔피언 NFT의 구매는 갈라게임즈 공식 홈페이지를 통해 가능하다.